# Madame Bovary (2014)
Madame Bovary ist ein Filmdrama von Sophie Barthes aus dem Jahr 2014. Die Hauptrollen spielen Mia Wasikowska, Henry Lloyd-Hughes, Paul Giamatti und Ezra Miller. Der Stoff basiert auf dem gleichnamigen Roman aus dem Jahr 1856 von Gustave Flaubert.

## Handlung
Die Junge Emma macht sich bereit, die Klosterschule zu verlassen, um die von ihrem Vater arrangierte Heirat mit dem Landarzt Charles Bovary einzugehen. Das Leben in der Provinzstadt Yonville macht sie jedoch unglücklich. Sie verbringt die Tage damit, lesend im Garten zu spazieren, während Charles sich um seine Patienten kümmert. Selbst wenn er zu Hause ist, langweilt sie sich.
Emma sehnt sich nach mehr: Aufregung, Leidenschaft, Status, Liebe, nach einem Leben, wie es in ihren Liebesromanen beschrieben wird. Sie muss sich erstmals zügeln, als der Gesetzesbeamte Leon Dupuis ihr den Hof macht. Sie spürt, dass sie für einen Ehebruch bereit ist, zumal ihr ein verführerischer Marquis Avancen macht. Die Affäre mit ihm ermutigt sie und gibt ihr die Genugtuung eines guten Lebens. Sie gibt mehr und mehr Geld für Kleidung und Schmuck aus, zur Freude des unterwürfigen Händlers Monsieur Lheureux, der ihr immer neuen Kredit gewährt.

## Produktion
Im März 2012 wurde berichtet, dass Mia Wasikowska für eine Rolle in einem Film von Sophie Barthes besetzt wurde. Ezra Miller trat dem Cast im Mai bei, Rhys Ifans im Oktober 2012. Laura Carmichael, Olivier Gourmet und Logan Marshall-Green stießen im September 2013 zum Projekt. Die Dreharbeiten begannen am 30. September 2013 in der Normandie.
Joe Neurauter und Felipe Marino von Occupant Entertainment produzierten den Film in Zusammenarbeit mit Sophie Barthes’ Produktionsfirma Aden Films und Jaime Mateus-Tique von Aleph Motion Pictures.
Warner Bros. sicherte sich im April 2014 die deutschsprachigen Rechte am Film.
Am 9. September 2014, einen Tag vor der Premiere beim Telluride Film Festival, erwarb Millennium Entertainment die US-Rechte am Film.

## Rezeption
Madame Bovary erhielt gemischte Kritiken. Bei Rotten Tomatoes erhält der Film eine Bewertung von 44 % basierend auf 57 Kritiken; die durchschnittliche Bewertung beträgt 5,7/10. Im Kritikerkonsens heißt es: „Über die Jahre hat sich Flauberts Madame Bovary als außerordentlich schwierig zu verfilmende Romanvorlage erwiesen – diese Version fügt der Liste eine weitere Enttäuschung hinzu.“ („Over the years, Flaubert's Madame Bovary has proven an exceedingly difficult novel to film — and this version adds another disappointing entry to the list.“) Bei Metacritic bekommt der Film eine Bewertung von 52/100, basierend auf 19 Kritiken.